# Malcolm Goldstein

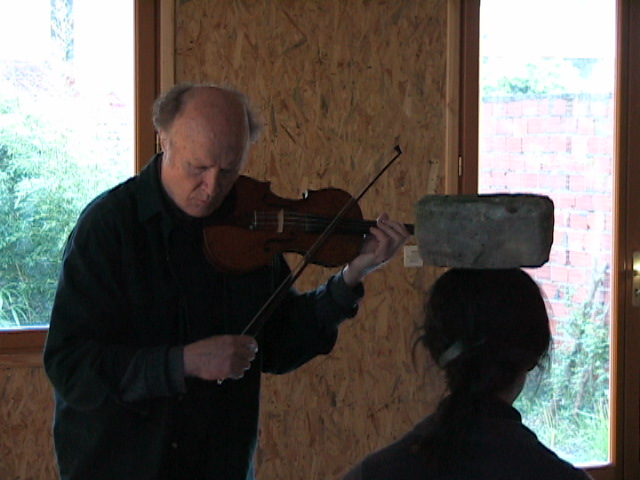
Malcolm Goldstein im Jahre 2007

Malcolm Goldstein (* 27. März 1936 in Brooklyn/New York) ist ein US-amerikanischer Komponist, Violinist und Improvisationsmusiker.

## Leben und Wirken
Goldstein studierte von 1952 bis 1959 an der Columbia University, wo er Kompositionsschüler von Otto Luening war. Mitte der 1960er Jahre nahm er privaten Violinunterricht bei Antonio Miranda in New York City. Von 1962 bis 1964 war er Violinist beim Judson Dance Theatre in New York. Außerdem trat er in den 1960er Jahren beim New York Festival of the Avant Garde und der Experimental Intermedia Foundation auf. Danach arbeitete er überwiegend als Solist und unternahm Tourneen durch Österreich, Belgien, Kanada, Finnland, Frankreich, Deutschland, Italien, Japan, die Niederlande, Spanien, Schweden, die Schweiz und die USA.
1963 gründete er mit Philip Corner und James Tenney das Tone Roads Chamber Ensemble, eine Gruppe für neue Musik, die bis 1970 aktiv war. In den 1970er Jahren war er Leiter des New Music Ensemble des Dartmouth College, in den 1990er Jahren leitete er regelmäßig das aus Mitgliedern des hr-Sinfonieorchesters bestehende Ensemble für Neue Musik beim Hessischen Rundfunk in Frankfurt am Main.
Daneben war Goldstein als Lehrer aktiv, u. a. an der Columbia University (1961–65), der New School for Social Research (1963–65 und 1967–69), dem New England Conservatory of Music (1965–67), dem Dickinson College in Carlisle  (1969–71), dem Goddard College in Plainfield (1972–74), dem Dartmouth College (1976–78) und dem Bowdoin College in Brunswick (1978–82).
Im Auftrag der Charles Ives Society arbeitete er an der kritischen Ausgabe der Zweiten Sinfonie und des Zweiten Streichquartetts des Komponisten.
"Espace ouvert" (2007) ist ein ca. 90-minütiger Dokumentarfilm von Thierry Collins über Malcolm Goldstein und seine Musik.
In den letzten Jahren hat Goldstein mit der chinesischen Pipa-Solistin Liu Fang zusammengearbeitet und daraufhin im Jahre 2010 eine Doppel-CD unter dem Titel "Along the Way" produziert.

## Werke
- Majority – 1964 für Violine, Viola, Cello und Klavier, 1964
- Illuminations from Fantastic Gardens (Text von Arthur Rimbaud übersetzt von Louise Varèse) für drei- bis fünfstimmigen gemischten Chor, 1964
- Overture to Fantastic Gardens (vocalise) für gemischten Chor und Klavier, 1964
- death: act or fact of dying für gemischten Chor und Sprecher, 1967
- State of the Nation, Klanginstallation für Tonband und Publikum, 1967
- frog pond at dusk fürInstrumentalisten, 1970
- upon the string, within the bow…breathing für Streicher, 1972
- Yosha’s Morning Song, Vokalise, 1973
- Yosha’s Morning Song Extended für Instrumentalisten, 1974
- Hues of the Golden Ascending für Flöten, 1979
- Marin's Song, Illuminated, Bühnenwerk für Stimmen und Instrumentalisten (auch für Violine, Metallobjekte, Tonband und Diaprojektionen), 1979–81
- a breaking of vessels, becoming song, Konzert für Flöte und Orchester, 1981
- The Seasons: Vermont für Instrumentalisten und Tonband, 1980–82
- Jade Mountain Soundings für ein Streichinstrument, 1983
- Of Sky Bright Mushrooms Bursting in My Head für drei Blasinstrumente, Violine, Klavier und Schlagzeug, 1983
- Cascades of the Brook: Bachwasserfall, Konzert für Violine und Orchester, 1984
- my feet is tired but my soul is rested für Violine, 1985
- …that hung like fire on heaven für Englisch Horn, Bassklarinette, Alt- und Tenorsaxophon, Horn, Posaune, Cello, Kontrabass, Klavier, Schlagzeug und Tonband, 1985
- Soweto Stomp für Instrumentalisten, 1985
- The Edges of Sound within, Rundfunkproduktion, 1985
- qernerâq: our breath as bones für Violine und Stimme, 1986
- The Life Cycles of Stones, visuell-akustische Installation, 1987
- Ishi/timechangingspaces, Rundfunkproduktion, 1988
- Sounding the Fragility of Line (in memoriam Morton Feldman) für Violine, 1988
- Ishi/‘man waxati’, 1988
- through deserts of time, Streichquartett, 1990
- Topography of a Sound Mind, Rundfunkproduktion, 1991
- gentle rain preceding mushrooms (in memoriam John Cage), Vokalise für Violine und Stimme, 1992
- Violin Solos the (Whole) World Plays, or the ‘Third’ World within Us, visuell-akustische Installation, 1992
- Aparición con vida, Theaterstück von Marjorie Agosin für Violine und Stimme, 1993
- between (two) spaces [zwischen (zwei) räumen], Rundfunkproduktion, 1993
- a convergence of distances für Tänzer und Spieler, 1994
- …out of changes: Keeping Still/Mountain, Vokalise für Stimme und Instrumentalisten, 1994
- an enactment of absence für Violine und Klavier, 1995
- Configurations in Darkness (improvisations on a folksong from Bosnia and Hercegovina) für Ensemble, 1995
- as it were für Violine, Kontrabass und Schlagzeug, 1996
- Versuch einer Gründlichen Violinschule, Rundfunkproduktion, 1996
- Regarding the Tower of Babel für Instrumentalisten, 1997
- Divisions of Ground für drei Blas- oder Streichinstrumente, Klavier und zwei Schlagzeuger, 1998
- it were another für Violine und Stimme, 1998
- as it were, another, Rundfunkproduktion, 1998
- Hardscrabble Songs für Violine und Stimme, 2000
- A New Song of many faces for In These Times, Streichquartett, 2002
- where are we going when we’re standing still, looking backwards?! für Violine, 2002
- Two Silences für Instrumentalisten, 2003
- Two Silences, 2003
- what can be said of our differences? für acht bis 20 Instrumentalisten, 2005
- a cultivation of field (for Morton Feldman) für Orchester, 2005
- a meditation/responses to Charles Ives’ ‘Unanswered Question’ (texts from the questions “why is life like this”?, „pourquoi est-ce que la vie comme ça“?) für Violine und Stimme, 2006

## Diskographie
- The Seasons: Vermont (Folkways, 1982)
- Joe Morris, Lowell Davidson, Malcolm Goldstein, Butch Morris Graffiti in Two Parts (RogueArt, 1985, ed. 2012)
- Sounding the New Violin (¿What Next? Recordings, 1991)
- d'c 2 – Goldstein plays Goldstein (Dacapo Bremen, 1993)
- Malcolm Goldstein / Philippe Micol / Franz Aeschbacher Live in Montreal and Toronto (Arche Z, 1996)
- Live at fire in the valley, 1997
- Malcolm Goldstein / Peter Niklas Wilson: Monsun (True Muze, 1998)
- John Cage (Interpreten: Malcolm Goldstein, Matthias Kaul) Variations II · Eight Whiskus · Music For Two · Ryoanji  (WERGO, 1999)
- Christian Wolff (Interpreten: Malcolm Goldstein, Matthias Kaul) Bread and Roses (WERGO, 2003)
- Hardscrabble Songs (In Situ, 2004)
- Malcolm Goldsteon & Barre Phillips: Live in Puget-Ville (2006)
- A Sounding of Sources (New World Records 2008; mit Radu Malfatti, Philippe Micol, Philippe Racine, Beat Schneider)[1]
- Barre Phillips / Catherine Jauniaux / Malcolm Goldstein Birds Abide (Victo 2010)
- Malcolm Goldstein / Liu Fang Along the Way, 2010
- Joe Morris, Lowell Davidson, Butch Morris und Malcolm Goldstein Graffiti in Two Parts (RogueART, 2012)
- Full Circle Sounding (Kye, 2015)